# 鶏龍山
鶏龍山（ケリョンさん）は、大韓民国忠清南道から大田広域市にかけて位置する、標高845mの山である。

## 概要
鶏龍山はいくつかの岩峰の総称であり、最高峰は天皇峰である。ほかに観音峰、神仙峰、三佛峰などがある。滝や渓流、多くの奇岩など風光明媚な自然環境であり、ハイキングコースが整備されて観光地となっている。
百済の首都であった公州市にほど近いこの山は、古くから名山として認知されており、周辺には多くの仏寺が建てられた。とくに、西側登山口の甲寺、東側登山口の東鶴寺（尼寺）が知られている。公州には李朝時代の窯跡である鶏龍山窯跡や、鶏龍山温泉がある。南麓は鶏龍市で、韓国軍の陸海空三軍統合司令部である鶏龍台が所在する。
鶏龍山一帯は、1968年に鶏龍山国立公園に指定された。
2002年には国際連合が定めた国際山岳年を記念し、山林庁は100大名山を選定、この中に鶏龍山も名を連ねることとなった。

## 民間伝承の中心としての鶏龍山
朝鮮王朝時代に流布した予言書・鄭鑑録によれば、李氏の王朝が滅びたのち、鄭氏が「鶏龍山」に都を置いて王朝を開くとしている。
鶏龍山という名の山は慶尚南道巨済市にも存在するが、一般に忠清南道の鶏龍山一帯が予言の地と考えられており、民間信仰（シャーマニズム、巫俗）やいくつかの新宗教団体にとって特別な場所となっている。